# Gil Torres
Gil Torres, ou Egídio Torres ou Egídio Hispano (Castela ou Portugal, cerca de 1150 - provavelmente em Nápoles, 11 de novembro de  1254) foi um cardeal castelhano, Protodiácono do Sacro Colégio.

## Biografia
Estudante da Sorbonne, foi cânone da catedral de Burgos até 1216, ano em que foi criado cardeal-diácono pelo Papa Honório III com a diaconia de Santos Cosme e Damião.
Eleito arcebispo de Tarragona, em 1234, sua eleição não foi confirmada pelo Papa Gregório IX, que queria que ele ficasse em Roma. Quando morreu o arcebispo de Toledo Rodrigo Jiménez de Rada, Torres foi eleito pelo cabido toledano para suceder-lhe na arquidiocese, mas Inocencio IV denegou sua postulação, alegando que «a igreja universal necessitava de seu fiel e eficaz trabalho», e a nomeação recaiu finalmente em Juan de Medina de Pomar.
Ele também foi auditor em processos relativos a sé de Tarragona e Gerona, entre outros. Ele representava os interesses de Castela na Cúria Romana. Tornou-se Cardeal Protodiácono em 1252.

## Confusão de nomes
Pela falta de informações na época, ainda causa confusão o fato de Egídio Torres e Egídio Júlio terem vivido na mesma época, uma vez que o cardeal português é citado em alguns livros, sem entretanto ter documentação acerca de sua elevação à purpura. Como não se sabe se Torres é realmente castelhano ou português com absoluta convicção, é possível que os registros de Mestre Gil refiram-se a Gil Torres. Contudo, dado a escassez de registros, seria quase impossível desfazer tal confusão.

## Eleições papais
- Eleição papal de 1227 - participou da eleição do Papa Gregório IX
- Eleição papal de 1241 - participou da eleição do Papa Celestino IV
- Eleição papal de 1243 - participou da eleição do Papa Inocêncio IV
- Eleição papal de 1254 - participou da eleição do Papa Alexandre IV